# Давід Брандль
Давід Брандль (нім. David Brandl, 19 квітня 1987) — австрійський плавець.
Учасник Олімпійських Ігор 2008, 2012, 2016 років.
Призер Чемпіонату Європи з водних видів спорту 2008 року.